# Исмаилова, Хадиджа Ровшан кызы
Хадиджа Ровшан кызы Исмаилова (азерб. Xədicə Rövşən qızı İsmayılova; род. 27 мая 1976, Баку) — азербайджанская журналистка.

## Биография
Хадиджа Исмаилова родилась 27 мая 1976 года. В 1997 году окончила Школу востоковедения Бакинского государственного университета. С 1997 года по 1999 год была репортёром газеты «Авразия», а позже заместителем главного редактора газет «Гунайдин» и «Уч Нокта». В 2000—2003 годах была сотрудником газеты «Зеркало». Вскоре руководила отделом политических новостей в этой газете.
С 2003 года по 2004 год была заместителем редактора издания Caspian Business News, а после, до 2006 год — менеджером по грантам в Программе поддержки СМИ организации IREX и консультантом по поддержке проекта экспортного и инвестиционного фонда (программа TACIS Евросоюза). С 2006 года по 2007 год была ведущей азербайджанской службы радиостанции «Голос Америки». С 2008 года по 2010 год руководила бакинским бюро «Радио Свобода».
В 2019 и 2020 годах Исмаилова добилась признания нарушения властями Азербайджана ряда своих прав в Европейском суде по правам человека.

### Арест
С 5 декабря 2014 года находилась под арестом по обвинению в доведении до самоубийства бывшего сотрудника «Радио Свобода»; затем ей также были предъявлены обвинения в уклонении от уплаты налогов, нелегальном предпринимательстве и злоупотреблении служебными полномочиями. 1 сентября 2015 года бакинский суд признал её виновной и приговорил к 7,5 годам заключения.
Как отмечает Центр по исследованию коррупции и организованной преступности (OCCRP), расследование азербайджанской журналистки Хадиджи Исмаиловой показало, что семья Алиевых, через цепочку компаний, управляет активами на сумму 3 миллиарда долларов США в крупнейших азербайджанских банках, и что это только часть финансовой империи.
12 и 13 июня Пол Дэвид Хьюсон — лидер всемирно известной ирландской рок-группы U2 и известный под псевдонимом Bono, выступил с защиту политических заключённых в Азербайджане. Bono со сцены назвал имена шести журналистов и правозащитников в данный момент находящихся под арестом, в числе которых была и Хадиджа Исмаилова.
1 сентября 2015 года, бакинский суд по тяжким преступлениям приговорил Хадиджу к 7,5 годам заключения в колонии общего режима. Хадиджу Исмаилову признали виновной в уклонении от уплаты налогов, хищении, незаконной предпринимательской деятельности, злоупотреблении служебным положением. Обвинение по статье «о доведении до самоубийства» было снято. Сама журналистка отвергает выдвинутые против неё обвинения и заявляет, что дело против неё сфабриковано по политическим мотивам — в качестве мести за публикации о коррупции в высших эшелонах азербайджанской власти, в том числе о финансовых злоупотреблениях президента Ильхама Алиева и членов его семьи. В день вынесения приговора мать заключённой Эльмира Исмаилова заявила перед зданием суда, что она не удивлена заключением суда и что действия азербайджанского правительства в деле её дочери продиктованы страхом разглашения нежелательной информации. Адвокат Исмаиловой Фариз Намазлы назвал приговор противозаконным и уведомил о намерении его обжаловать.
25 мая 2016 года Верховный суд Азербайджанской Республики рассмотрел кассационную жалобу Исмайловой. Жалоба была удовлетворена и срок заключения Исмайловой был изменён на условное наказание, после чего журналистку выпустили на свободу.

## Награды
В 2001 году была удостоена премии Гасана Бек Зардаби «за высокое мастерство репортажей на политические и международные темы».
В феврале 2012 года получила премию имени Герда Буцериуса «Свободная пресса Восточной Европы» (Gerd Bucerius-Förderpreis Freie Presse Osteuropas).
24 октября 2012 года получила премию «Доблесть в журналистике», учреждённую Международным женским фондом масс-медиа (IWMF).
В 2016 году получила Всемирную премию ЮНЕСКО за вклад в дело свободы печати имени Гильермо Кано.
Премия «За свободу и будущее СМИ» (2020).

## Стипендии
30 декабря 2015 года было объявлено о стипендии для журналистов-расследователей имени Хадиджи Исмаиловой, учреждённой и совместно финансируемой Центром по исследованию коррупции и организованной преступности (OCCRP) и радио «Свобода», предусматривает семимесячную программу повышения профессионального мастерства. Задача программы — поддержка значимых журналистских проектов в странах Восточной Европы и Центральной Азии, направленных на расследование коррупции и злоупотреблений в высших эшелонах власти.